# Périgord

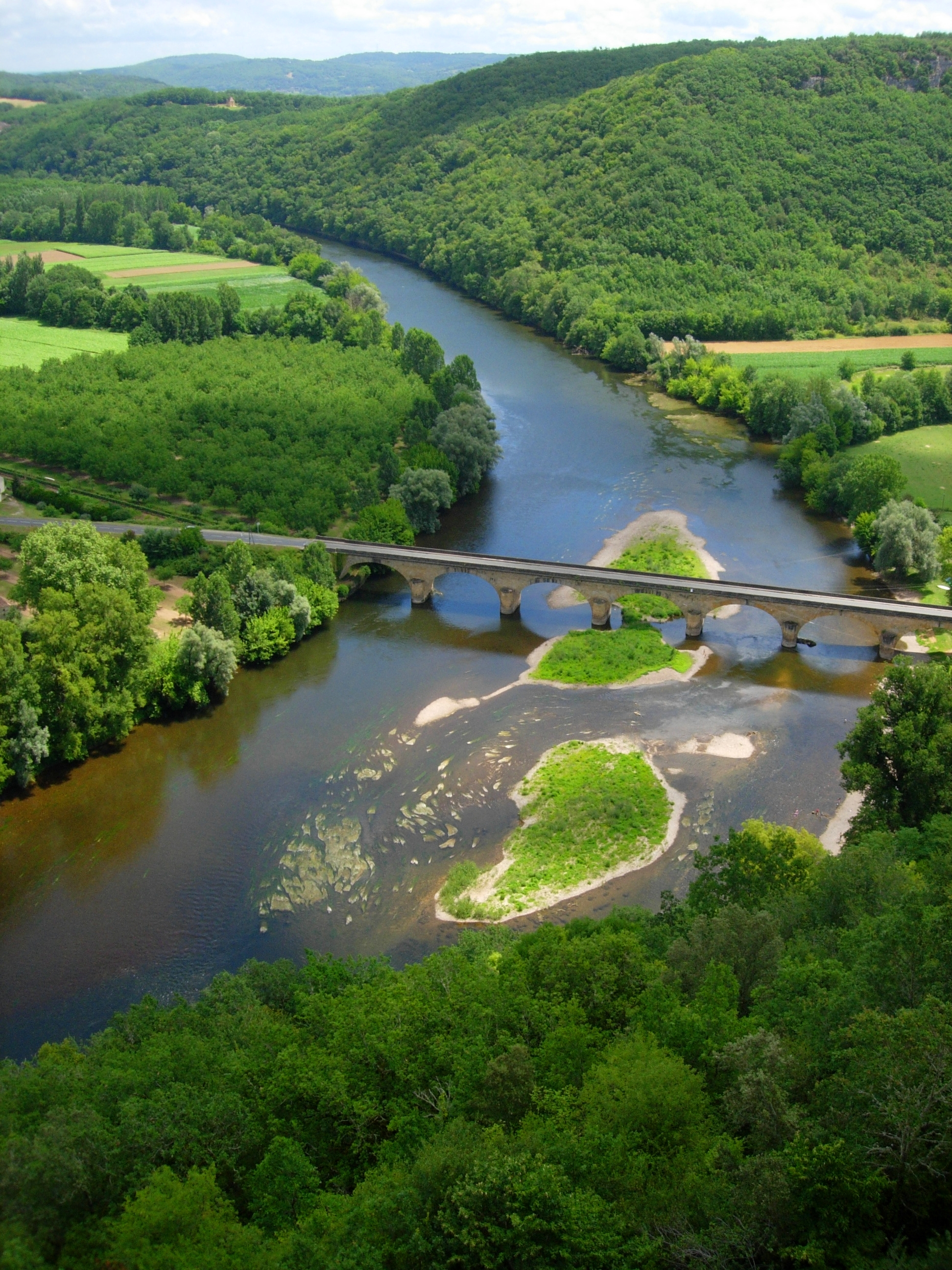
Rzeka Dordogne przepływająca przez Périgord

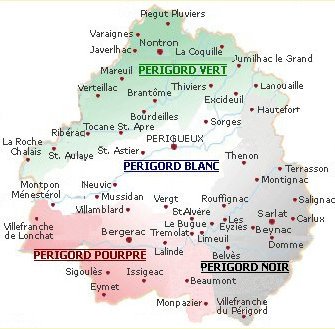
Mapa Périgordu

Périgord – kraina historyczna w południowo-zachodniej Francji, w północnej Akwitanii, na terenie współczesnego departamentu Dordogne, częściowo także Lot i Garonna. Głównymi miastami Périgordu są Périgueux (historyczna stolica krainy) oraz Bergerac.
Périgord jest nizinną, silnie zalesioną krainą, położoną na zachód od Masywu Centralnego, poprzecinaną dolinami rzek Dordogne, Lot oraz innych dopływów Garonny.
W starożytności kraina zamieszkana była przez galijskie plemię Petrocorii. W IX wieku Périgord został hrabstwem, należącym do książąt Akwitanii. W czasie wojny stuletniej hrabstwo przejściowo znajdowało się w posiadaniu Królestwa Anglii. W XVI wieku włączony do Królestwa Nawarry, Périgord ostatecznie powrócił do Francji w 1607 roku, do czasu rewolucji stanowiąc część prowincji Gujenny.
Regionalnymi specjalnościami kulinarnymi są trufle oraz foie gras. Cenione są także miejscowe borowiki i kurki. Znaczące w średniowieczu winnice perigordzkie zostały w latach 1876–1883 spustoszone przez filokserę. 